# جيريمي جانوت

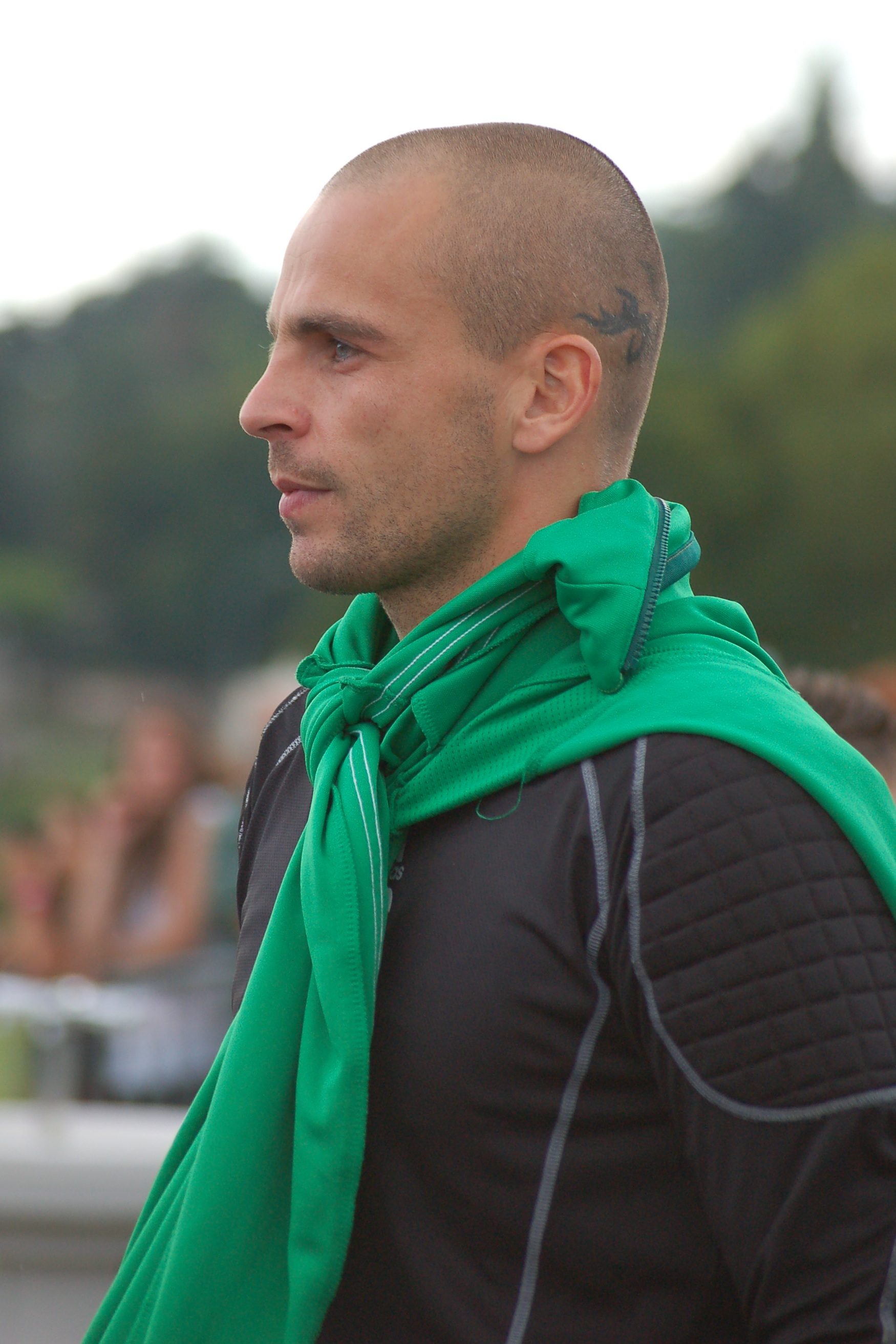

جيريمي جانوت (بالفرنسية: Jérémie Janot) (مواليد 11 أكتوبر 1977 في فالينسيان - فرنسا) لاعب كرة قدم فرنسي يلعب حاليا لصالح نادي الدرجة الأولى سانت إتيان الفرنسي منذ 1996 في مركز حارس مرمى . .

## روابط خارجية
- جيريمي جانوت على موقع إي إس بي إن إف سي (الإنجليزية)
- جيريمي جانوت على موقع قاعدة بيانات كرة القدم.إي يو (الإنجليزية)
- جيريمي جانوت على موقع ليكيب (الفرنسية)
- جيريمي جانوت على موقع Soccerway.com (الإنجليزية)
- جيريمي جانوت على موقع عالم كرة القدم.نت (الإنجليزية)
- جيريمي جانوت على موقع كووورة